# Галаско-Чернобио (Комо)
Галаско-Чернобио је насеље у Италији у округу Комо, региону Ломбардија.
Према процени из 2011. у насељу је живело 73 становника. Насеље се налази на надморској висини од 705 м.